# هیئت استانداردهای حسابداری دولتی

لوگوی قدیمی هیئت استانداردهای حسابداری دولتی(آمریکا)

| هیئت استانداردهای حسابداری دولتی (گزبی) | هیئت استانداردهای حسابداری دولتی (گزبی)                                            |
| --------------------------------------- | ---------------------------------------------------------------------------------- |
|                                         |                                                                                    |
| وظیفه                                   | تدوین اصول حسابداری پذیرفته همگانی برای واحدهای گزارشگر دولتی ایالتی و محلی آمریکا |
| بنیان‌گذاری                              | ۱۹۸۴                                                                               |
| شخصیت حقوقی                             | سازمان غیرانتفاعی خصوصی                                                            |
| مقر                                     | نورواک، کنتیکت · ایالات متحده آمریکا                                               |
| زبان رسمی                               | انگلیسی                                                                            |
| رئیس                                    | رابرت اچ اتمور                                                                     |
| وب‌گاه رسمی                              | www.gasb.org                                                                       |

هیئت استانداردهای حسابداری دولتی (آمریکا) (GASB، گزبی)، یک سازمان مستقل بخش خصوصی در آمریکا است که زیر نظر بنیاد حسابداری مالی فعالیت می‌کند و مسئولیت اصلی آن تدوین اصول حسابداری پذیرفته همگانی (GAAP) برای واحدهای گزارشگر دولتی ایالتی و محلی آمریکا است.

## رسالت
رسالت این هیئت، تدوین و بهبود استانداردهای حسابداری و گزارشگری مالی دولتی ایالتی و محلی برای، (۱) تولید اطلاعات فایده‌مند برای استفاده‌کنندگان گزارش‌های مالی، و (۲) راهنمایی و آموزش همگان، شامل ناشران، حسابرسان، و استفاده‌کنندگان این گزارش‌های مالی است. ارزش‌های بنیادی مدنظر این هیئت نیز عبارت‌اند از، استقلال، درست‌کاری، ناسوگیری (بی‌طرفی)، و شفافیت.

## ساختار
هیئت دارای ۷ عضو است که از سوی هیئت امنای بنیاد حسابداری مالی برای دوره‌ای پنج ساله منصوب می‌شوند - این دوره می‌تواند تا ده سال تمدید شود. رئیس هیئت تمام‌وقت و شش عضو دیگر پاره‌وقت در خدمت هیئت هستند. همه اعضا باید دارای دانش مناسب درباره حسابداری و امور مالی دولتی باشد. اعضای فعلی هیئت عبارتند از، رئیس، رابرت اچ اتمور (تا ۲۰۱۴)، و اعضا، جیمز ای براون (تا ۲۰۱۷)، ویلیام دابیلیو فیش (تا ۲۰۱۶)، مایکل اچ گرنف (تا ۲۰۱۵)، دیوید ای ساندستروم (تا ۲۰۱۴)، جن آی سیلویس (تا ۰۱۷)، و ماریسا ال تیلور (تا ۲۰۱۵). افزون بر این اعضا، هیئت دارای کارشناسان متعددی از سازمان‌های دولتی، موسسات حسابرسی، و جوامع استفاده‌کنندگان است. این کارشناسان به‌طور مستقیم با اعضای هیئت یا در گروه‌های کاری آن کار می‌کنند.

## اعلامیه‌های رسمی
اعلامیه‌های رسمی هیئت عبارتند از:
1. بیانیه‌های استانداردهای حسابداری دولتی (SGAS)،
2. بیانیه‌های مفهومی،
3. تفسیرها، و
4. بولتن‌های فنی.

متن کامل همه این اعلامیه‌ها را می‌توانید از بخش «اعلامیه‌ها» در وب‌گاه رسمی هیئت دریافت کنید.